# Max Sellnick
Max Sellnick (* 20. März 1884 in Rauschen, Kreis Fischhausen; † 30. August 1971 in Schmalenbeck) war ein deutscher Milbenforscher.

## Leben
Sellnick studierte Naturwissenschaften an der Albertus-Universität Königsberg und promovierte zum Dr. phil. Seit 1903 gehörte er der Königsberger Burschenschaft Teutonia an. Im Ersten Weltkrieg wurde er als Pionieroffizier mit dem Eisernen Kreuz 1. Kl. ausgezeichnet.
Seit 1919 war er Studienrat am Gymnasium in Lötzen und seit 1928 am zusammengelegten Stadtgymnasium Altstadt-Kneiphof in Königsberg.
Wissenschaftlich widmete er sich besonders der Milbenforschung. Er besaß eine Sammlung von 9000 Präparaten, 500 Flaschen mit unpräparierten Milben und 1200 Werke über Milben. Alles wurde durch einen Brand vernichtet. Ferner hat Sellnick sich um die Erforschung fossiler Milben verdient gemacht. Aus eozänem Baltischen Bernstein hat er mehr als 70 Arten beschrieben.
Von 1948 bis 1954 konnte Sellnick sich in Stockholm seinen Forschungen widmen.

## Werke (Auswahl)
- Der Herr Neffe aus Polen, Allenstein 1920.
- Die Milbenfauna Islands, Göteborg 1940.
- Zwei neue Milbenarten aus Küstengrundwasser von Simrishamn an der südlichen Ostküste der Provinz Skåne in Schweden, Lund 1957.
- Milben im Baltischen Bernstein. In: Bernsteinforschung 2, Berlin/Leipzig 1931.
- Die Oribatiden der Bernstein-Sammlung der Universität Königsberg. In: Schriften der Physikalisch-ökonomischen Gesellschaft zu Königsberg i.Pr. 59, Königsberg 1918.